# Partit Comunista del Nepal (Conferència d'Unitat)
Partit Comunista del Nepal (Conferència d'Unitat) fou el nom d'un partit polític del Nepal.
Anteriorment al 1979 es va dir Partit Comunista del Nepal (IV Congrés). Aquest nom el va portar fins al 1983 quan es va produir una escissió que va formar el Partit Comunista del Nepal (Masal). Llavors va recuperar l'antic nom.